# Condado de Casa Segovia
El condado de Casa Segovia es un título nobiliario español creado por el rey Alfonso XII en favor de Gonzalo Segovia y García, presidente de las Juntas Patrióticas Españolas en las Repúblicas del Plata, el 10 de abril de 1875 por real decreto y el 26 de mayo del mismo año por real despacho.
Fue rehabilitado en 1985, durante el reinado de Juan Carlos I, por Gonzalo Fernando Segovia Laurenz.

## Condes de Casa Segovia
|                                  | Titular                          | Periodo                  |
| Creación por Alfonso XII         | Creación por Alfonso XII         | Creación por Alfonso XII |
| -------------------------------- | -------------------------------- | ------------------------ |
| I                                | Gonzalo Segovia y García         | 1878-¿?                  |
| II                               | Gonzalo Segovia y Ardizone       | 1893-¿?                  |
| Rehabilitación por Juan Carlos I |                                  |                          |
| III                              | Gonzalo Fernando Segovia Laurenz | 1985-2021                |
| IV                               | María Pía Segovia Romero         | 2023-actual titular      |

## Historia de los condes de Casa Segovia
- Gonzalo Segovia y García, I conde de Casa Segovia, senador del reino, gran cruz de la Orden de Isabel la Católica, caballero de la Orden de Carlos III, jefe superior honorario de administración civil, ex alcalde de Sevilla, diputado a Cortes.[1]

El 6 de febrero de 1893 le sucedió su hijo:
- Gonzalo Segovia y Ardizone, II conde de Casa Segovia, gran cruz del Mérito Naval, académico de la Real Sevillana de Buenas Letras.

El 25 de abril de 1985, tras solicitud cursada el 6 de septiembre de 1979 (BOE del día 25 de ese mes) y real decreto del 19 de diciembre de 1984 (BOE del 23 de enero de 1985), sucedió, por rehabilitación:
- Gonzalo Fernando Segovia Laurenz (m. 2021) III conde de Casa Segovia.

Sucedió su hija:
- María Pía Segovia Romero, IV condesa de Casa Segovia.[6]